# Гребля на байдарках и каноэ на летних Олимпийских играх 2004
Соревнования по гребле на байдарках и каноэ и гребному слалому на летних Олимпийских играх 2004 года проводились среди мужчин и женщин в олимпийском центре в Олимпийском комплексе в Элиниконе.

## Общий медальный зачёт
| Место | Страна         | Золото | Серебро | Бронза | Всего |
| ----- | -------------- | ------ | ------- | ------ | ----- |
| 1     | Германия       | 4      | 4       | 1      | 9     |
| 2     | Венгрия        | 3      | 1       | 2      | 6     |
| 3     | Словакия       | 2      | 1       | 1      | 4     |
| 4     | Франция        | 2      | 0       | 1      | 3     |
| 5     | Испания        | 1      | 1       | 0      | 2     |
| 6     | Канада         | 1      | 0       | 2      | 3     |
| 7     | Норвегия       | 1      | 0       | 1      | 2     |
| 8     | Китай          | 1      | 0       | 0      | 1     |
| 8     | Швеция         | 1      | 0       | 0      | 1     |
| 10    | Австралия      | 0      | 2       | 0      | 2     |
| 10    | Италия         | 0      | 2       | 0      | 2     |
| 12    | Великобритания | 0      | 1       | 2      | 3     |
| 12    | Россия         | 0      | 1       | 2      | 3     |
| 14    | Куба           | 0      | 1       | 0      | 1     |
| 14    | Новая Зеландия | 0      | 1       | 0      | 1     |
| 14    | США            | 0      | 1       | 0      | 1     |
| 17    | Беларусь       | 0      | 0       | 1      | 1     |
| 17    | Чехия          | 0      | 0       | 1      | 1     |
| 17    | Польша         | 0      | 0       | 1      | 1     |
| 17    | Украина        | 0      | 0       | 1      | 1     |

## Медалисты

### Гребной слалом

#### Мужчины
| Дисциплина        | Золото                                       | Серебро                                 | Бронза                                  |
| ----------------- | -------------------------------------------- | --------------------------------------- | --------------------------------------- |
| Каноэ-одиночки    | Тони Эстанге Франция                         | Михал Мартикан Словакия                 | Штефан Пфанмёллер Германия              |
| Каноэ-двойки      | Словакия · Павол Гохшорнер · Петер Гохшорнер | Германия · Маркус Беккер · Штефан Хенце | Чехия · Ярослав Волф · Ондржей Штепанек |
| Байдарки-одиночки | Бенуа Пешье Франция                          | Кэмпбелл Уолш Великобритания            | Фабьен Лефевр Франция                   |

#### Женщины
| Дисциплина        | Золото                 | Серебро              | Бронза                   |
| ----------------- | ---------------------- | -------------------- | ------------------------ |
| Байдарки-одиночки | Елена Калиска Словакия | Ребекка Джидденс США | Элен Ривз Великобритания |

### Гребля на байдарках и каноэ

#### Мужчины
| Дисциплина                 | Золото                                                                  | Серебро                                                        | Бронза                                                                 |
| -------------------------- | ----------------------------------------------------------------------- | -------------------------------------------------------------- | ---------------------------------------------------------------------- |
| Каноэ-одиночка — 500 м     | Андреас Диттмер Германия                                                | Давид Каль Испания                                             | Максим Опалев Россия                                                   |
| Каноэ-одиночка — 1000 м    | Давид Каль Испания                                                      | Андреас Диттмер Германия                                       | Аттила Вайда Венгрия                                                   |
| Каноэ-двойка — 500 м       | Китай · Мэн Гуаньлян · Ян Вэньцзюнь                                     | Куба · Ибрахим Рохас · Ледис Бальсейро                         | Россия · Александр Костоглод · Александр Ковалёв                       |
| Каноэ-двойка — 1000 м      | Германия · Кристиан Гилле · Томаш Выленжек                              | Россия · Александр Костоглод · Александр Ковалёв               | Венгрия · Дьёрдь Козманн · Дьёрдь Колонич                              |
| Байдарка-одиночка — 500 м  | Адам ван Куверден Канада                                                | Натан Баггали Австралия                                        | Иан Уинн Великобритания                                                |
| Байдарка-одиночка — 1000 м | Эйрик Верос Ларсен Норвегия                                             | Бен Фухи Новая Зеландия                                        | Адам ван Куверден Канада                                               |
| Байдарка-двойка — 500 м    | Германия · Рональд Рауэ · Тим Вискёттер                                 | Австралия · Клинт Робинсон · Натан Баггали                     | Беларусь · Роман Петрушенко · Вадим Махнев                             |
| Байдарка-двойка — 1000 м   | Швеция · Маркус Оскарссон · Хенрик Нильссон                             | Италия · Антонио Росси · Беньямино Бономи                      | Норвегия · Эйрик Верос Ларсен · Нильс Олав Фьельдхейм                  |
| Байдарка-четвёрка — 1000 м | Венгрия · Габор Хорват · Золтан Каммерер · Ботонд Шторц · Акош Верецкеи | Германия · Андреас Иле · Марк Цабель · Бьёрн Бах · Штефан Ульм | Словакия · Юрай Бача · Михал Ришдорфер · Рихард Ришдорфер · Эрик Влчек |

#### Женщины
| Дисциплина                | Золото                                                                     | Серебро                                                            | Бронза                                                                                    |
| ------------------------- | -------------------------------------------------------------------------- | ------------------------------------------------------------------ | ----------------------------------------------------------------------------------------- |
| Байдарка-одиночка — 500 м | Наташа Янич Венгрия                                                        | Йозефа Идем Италия                                                 | Каролин Брюне Канада                                                                      |
| Байдарка-двойка — 500 м   | Венгрия · Каталин Ковач · Наташа Янич                                      | Германия · Биргит Фишер · Каролин Леонхардт                        | Польша · Анета Пастушка · Беата Соколовская-Кулеша                                        |
| Байдарка-четвёрка — 500 м | Германия · Биргит Фишер · Катрин Вагнер · Майке Ноллан · Каролин Леонхардт | Венгрия · Каталин Ковач · Силвия Сабо · Эржебет Вишки · Кинга Бота | Украина · Анна Балабанова · Елена Череватова · Инна Осипенко-Радомская · Татьяна Семыкина |